# Vidre
Vidre (cyr. Видре) – wieś w Czarnogórze, w gminie Pljevlja. W 2011 roku liczyła 184 mieszkańców.